# Тёюся
Тёуся (фин. Töysä) — община в провинции Южная Остроботния, Финляндия. Общая площадь территории — 309,66 км², из которых 11,91 км² — вода.

## Демография
На 31 января 2011 года в общине Тёюся проживало 3154 человека: 1593 мужчины и 1561 женщина.
Финский язык является родным для 99,11 % жителей, шведский — для 0,13 %. Прочие языки являются родными для 0,76 % жителей общины.
Возрастной состав населения:
- до 14 лет — 19,37 %
- от 15 до 64 лет — 61,07 %
- от 65 лет — 19,5 %

Изменение численности населения по годам:
| Год  | Численность |
| ---- | ----------- |
| 1980 | 3144        |
| 1990 | 3217        |
| 2000 | 3205        |
| 2010 | 3152        |
| 2011 | 3154        |

## Известные уроженцы
- Ивар Вильскман (1854—1932) — финский антрополог, спортивный педагог, профессор, гимнаст. Считается зачинателем финского спорта.
- Латвала, Яри-Матти (род. 1985) —  финский раллийный автогонщик, трёхкратный вице-чемпион WRC. В настоящее время является руководителем команды Toyota Gazoo Racing WRT.